# 어사이즈
아사이즈(assize)는 순회재판이란 의미이며 어사이즈 재판, 어사이즈 배심등을 지칭할 때 쓰이는 말이다. 1215년 대헌장의 규정에 따라 7년을 주기로 하는 지방순회재판의 지연을 해소하고자 각 지방의 법관이 매년 일정소송을 심리하도록 하였다. 그 후 각지방에서 정기적으로 순회재판이 개정되었다.

## 참고 문헌
1. ↑  “Encyclopaedia Britannica: 어사이즈”. 2007년 9월 28일에 원본 문서에서 보존된 문서. 2007년 7월 20일에 확인함.